# Jakob (patriark)

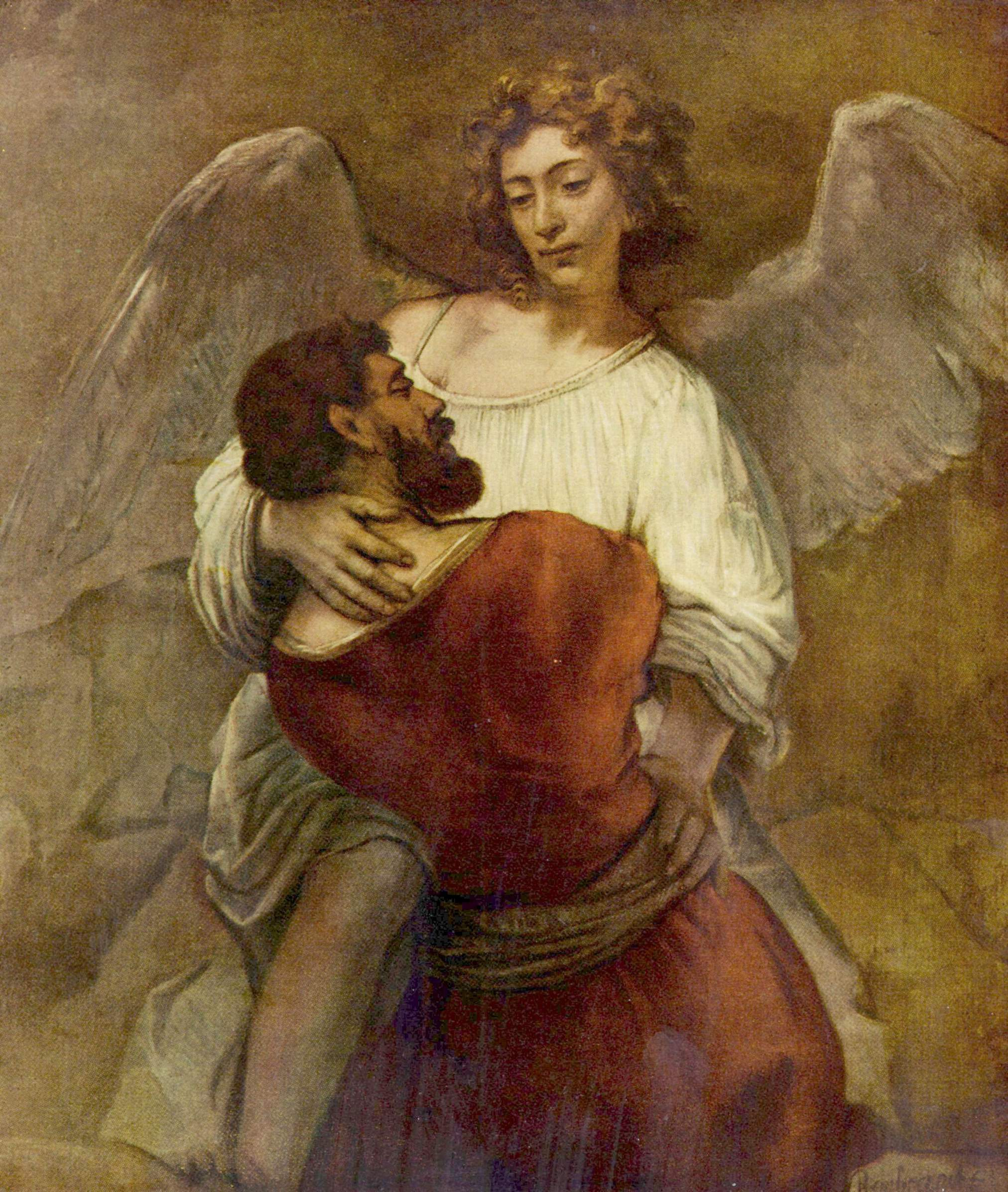
Jakob brottas med ängeln, målning av Rembrandt.

Jakob, också känd som Israel, var enligt Första Moseboken i den hebreiska Bibeln israeliternas anfader. Han var son till Isak och Rebecka samt gift med Lea och hennes syster Rakel.
Hans hebreiska namn stavas יַעֲקֹב (standarduttal; Yaʿaqov; tiberianskt uttal: Yaʿăqōḇ). Hans arabiska (inom islam räknas han också som patriark) namn ärيعقوب (Yaʿqūb) och stavningen på grekiska Ἰακώβ (Jakoúb). Alternativnamnet Israel stavas på hebreiska som יִשְׂרָאֵל (standarduttal: Yisraʾel;  tiberianskt uttal: Yiśrāʾēl), på arabiska som اسرائيل, (Isrāʾīl) och på grekiska som Ἰσραήλ (Israél; nygrekiska: Israíl).

## Historik enligt Bibeln
Jakob lurade till sig faderns välsignelse från sin tvillingbror Esau sedan denne uttalat sig respektlöst angående sin rätt som förstfödd, tillbringade sedan många år i främmande land, skapade sig en förmögenhet och återvände slutligen till hemlandet. Under en egendomlig strid med en okänd gestalt vid floden Jabbok får Jakob av Gud hedersnamnet Israel. Jämte sin hustru Lea, sina föräldrar och farföräldrar, skall Jakob enligt Första Moseboken, kapitel 49, vara begravd i Makpelagrottan, Hebron.
Jakob fick tolv överlevande söner, varav flera med sina hustrurs tjänsteflickor (det vill säga slavinnor) Bilha och Silpa. Dessa fungerade som surrogatmödrar, i det att Lea och Rakel välsignade dessa barn och såg dem som "sina". Sönerna grundade Israeliternas tolv ursprungliga stammar. Jakob fick flera döttrar, men bara en nämns med namn – Dinah, född av hans hustru Lea.

## Barn enligt Bibeln
Jakobs tolv söner och enda kända dotter i födelseordning och med moderns namn inom parentes. Födelseår enligt traditionell judisk historieskrivning med judiska kalenderns årtal inom parentes.
1. Ruben (Lea) f. 1569 f.Kr. (2192)
2. Simon (Lea) f. 1568 f.Kr. (2193)
3. Levi (Lea) f. 1566 f.Kr. (2195)
4. Juda (Lea) f. 1566 f.Kr. (2195)
5. Dina (Lea) okänt födelseår
6. Dan (Bilha) okänt födelseår
7. Naftali (Bilha) okänt födelseår
8. Gad (Silpa) f. 1564 f.Kr. (2197)
9. Asher (Silpa) okänt födelseår
10. Isaskar (Lea) okänt födelseår
11. Sebulon (Lea) okänt födelseår
12. Josef (Rakel) f. 1562 f.Kr. (2199)
13. Benjamin (Rakel) f. 1553 f.Kr. (2208)

## Tidsbestämning enligt historiker
Thomas L.Thompson och andra bibelforskare inom den så kallade Köpenhamnsskolan menar att arkeologiska lämningar tyder på att bibelns berättelser i hög grad är uppdiktade och inte handlar om faktiska personer och händelser. Andra forskare menar att Jakobs son Josef levde i Egypten under Hyksos-eran eller Mellersta riket (1650–1550 f.Kr.)[källa behövs], under farao Amenemhet III:s tid(1844–1797 f.Kr. ), under tiden för farao Djoser (2720–2700 f.Kr.) (tredje dynastin), under Thutmosis III (1479–1427 f.Kr.)  eller under Amenhotep III (1391–1353 f.Kr.).